# Dehler Mobilbau
Die Dehler Deutschland GmbH war eine von den Brüdern Heinz und Willi Dehler gegründete Werft mit Sitz in Meschede, Stadtteil Freienohl. 

## Geschichte

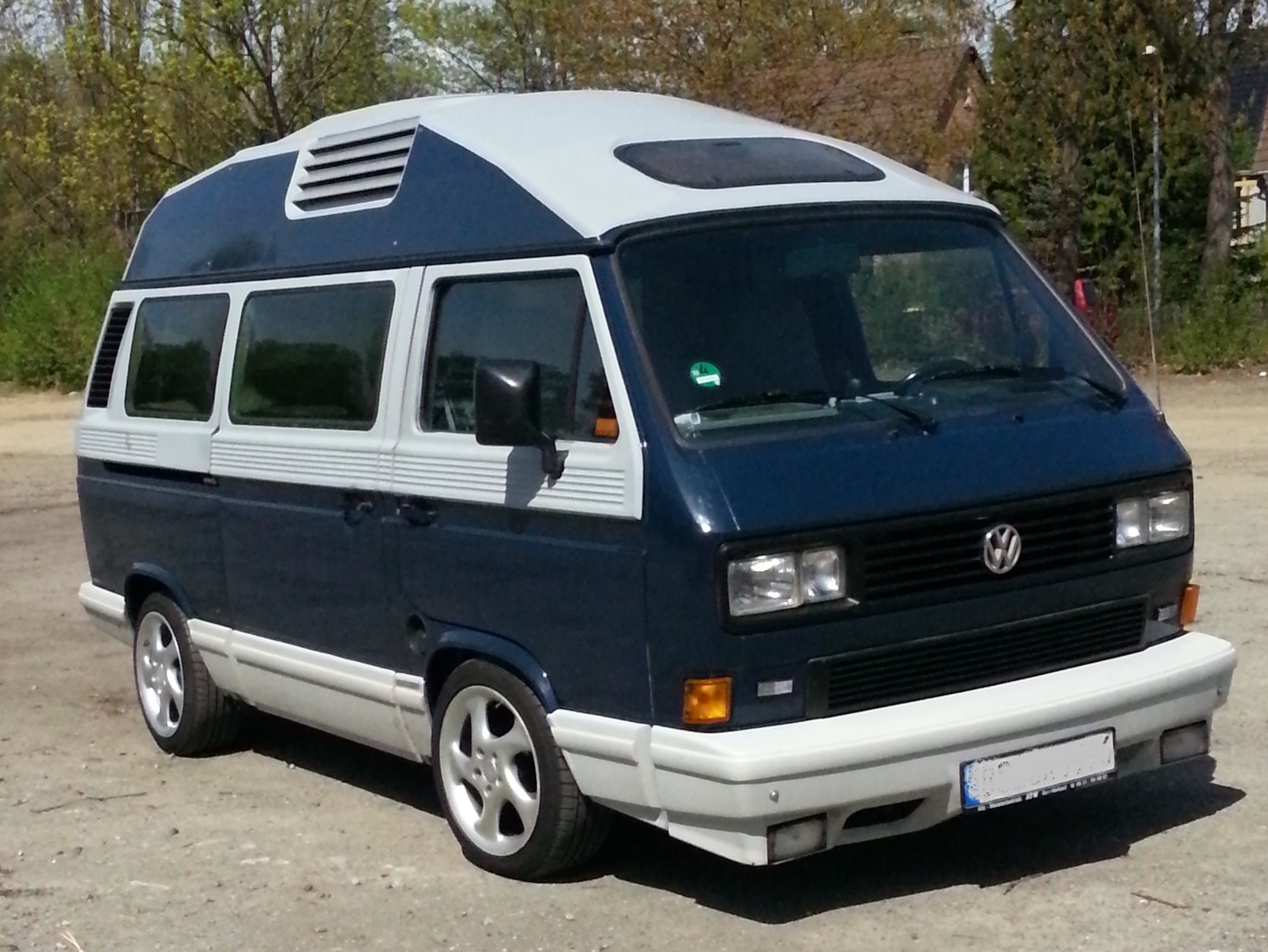
T3 Dehler Profi 1989, Haribus 2

T3 DP Raumaufteilung

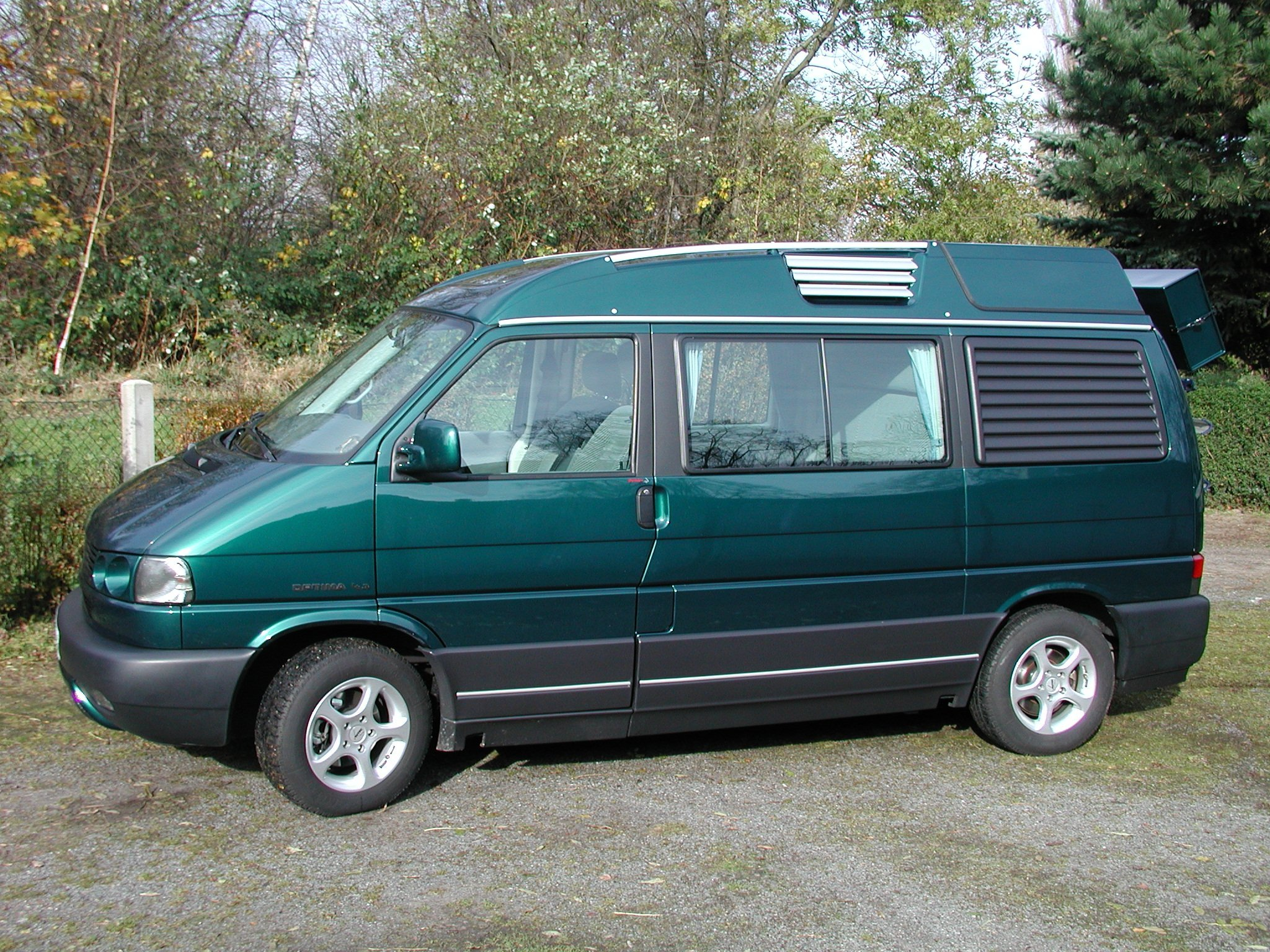
T4 Optima 4.7 1998

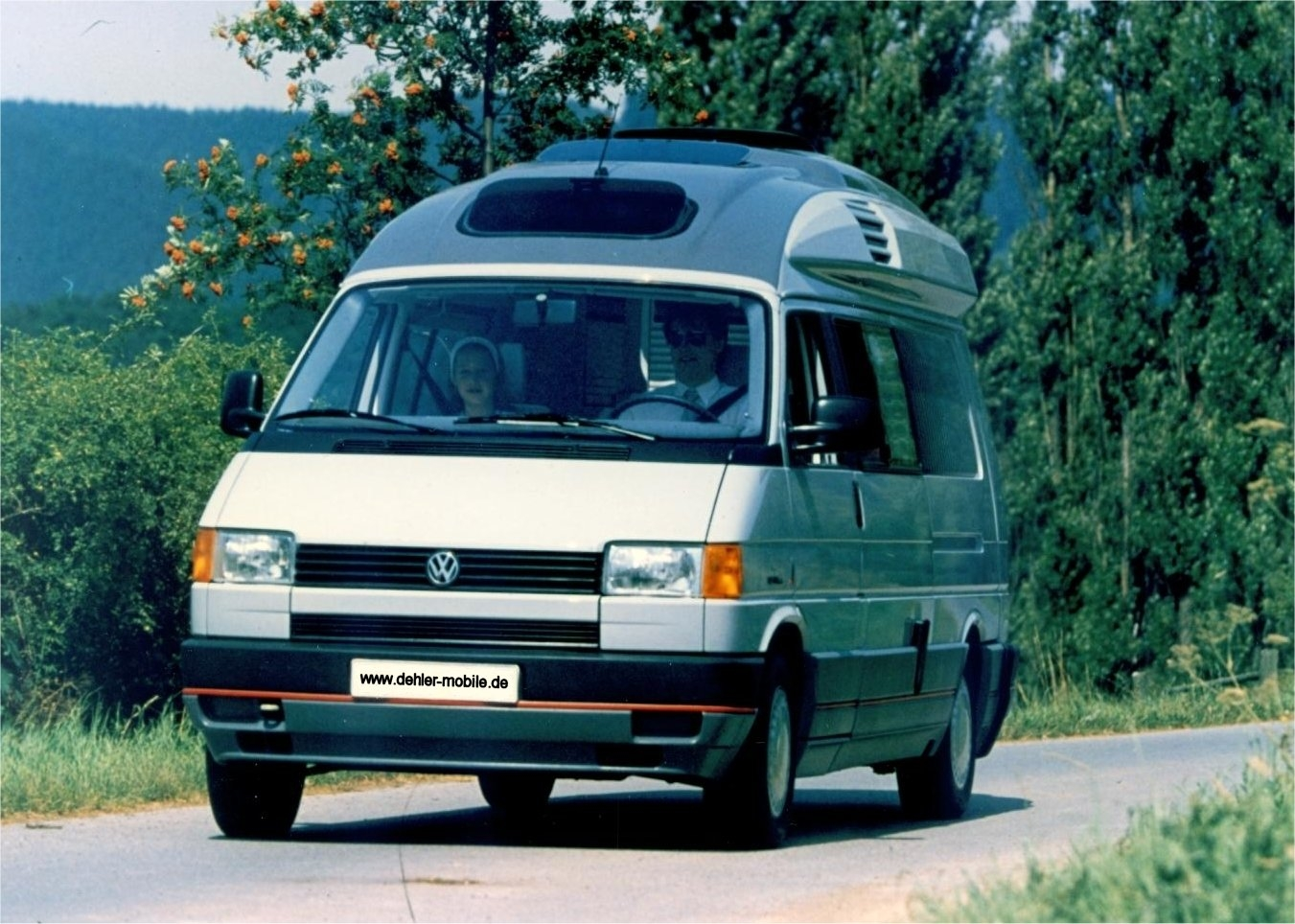
T4 Optima 5.4 1994

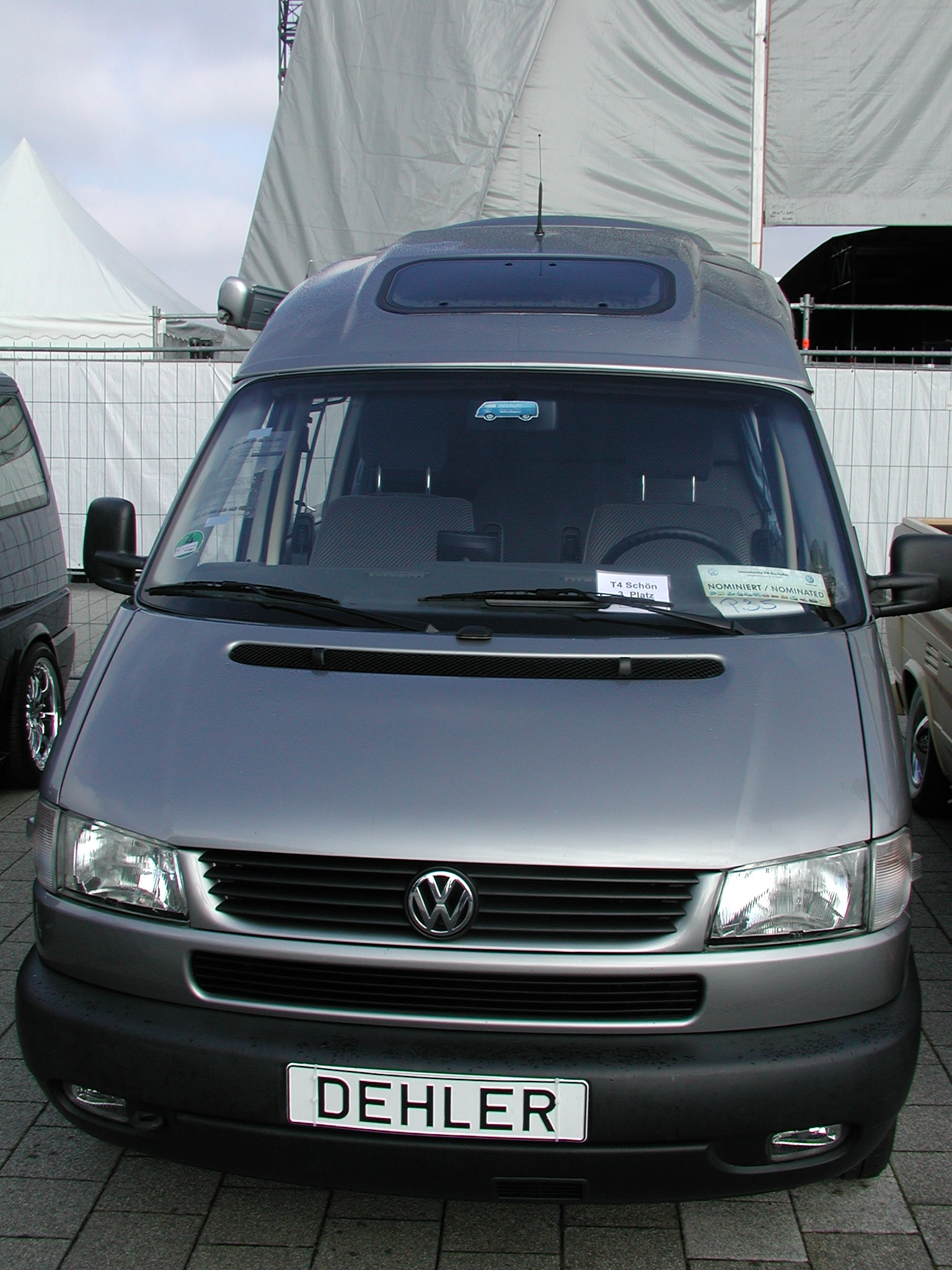
T4 Optima 5.4 1998

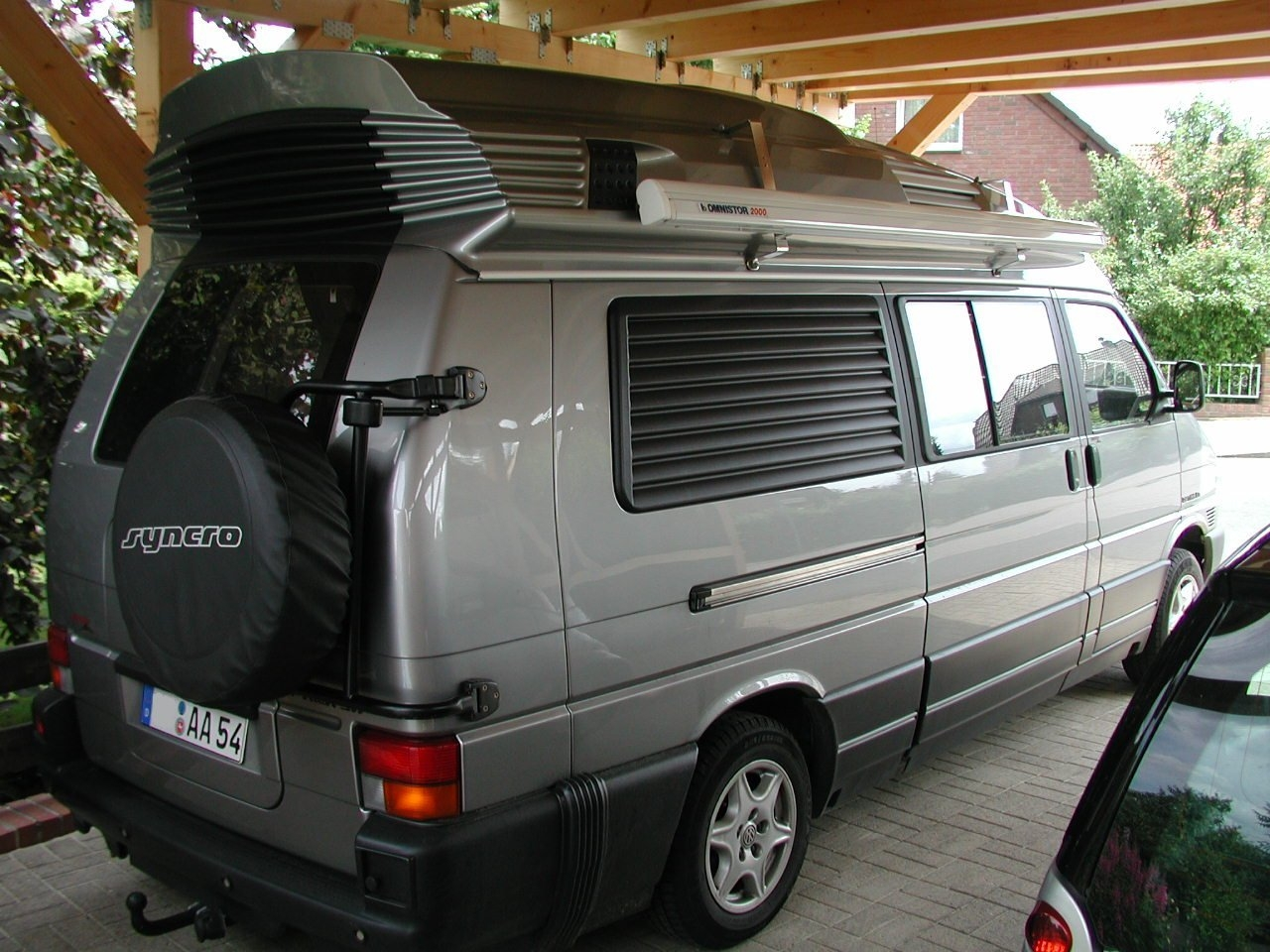
T4 Optima 5.4 Syncro 1998

Nach dem Ausstieg seines Bruders Ende der 1970er Jahre entwickelte Willi Dehler neben dem Dehler Yachtbau den Dehler-Mobilbau für den Ausbau von VW Transportern.
Aufgrund seines Wissens bezüglich der Verarbeitung von glasfaserverstärktem Kunststoff wurden, beginnend mit dem VW Typ 2 T3, von Dehler Transporter ausgebaut. Das geringe Gewicht und die einfache Montage ist im Pkw-Ausbau ein Vorteil.  
Beginnend mit dem VW Typ 2 T3 (eigentlich Typ 2 Model 80) wurde ab etwa 1981 bis in die frühen 90er Jahre der T3-PROFI vermarktet. Außer einem neuen Innenraumkonzept waren die wichtigsten äußerlichen Unterscheidungsmerkmale nach dem Umbau das strömungsgünstige Hochdach ({\displaystyle C_{W}=0{,}40} für das gesamte Fahrzeug), die neue Scheibenisolierung und die komplette Beplankung. Diese hatte der Designer Gert Volker Hildebrand für seine Diplomarbeit entworfen, den T3 Traveller Jet, der 1979 auf der IAA  vorgestellt wurde. Bei VW selbst kam die Beplankung erst später zum Einsatz. 
Mit dem Modellwechsel vom T3 auf den T4 wurde eine T3-Kleinserie aufgelegt. Der 2+2 war auf Bluestar (150 Stück) und auf Whitestar (50 Stück) beschränkt. Die Innenausstattung wurde modifiziert und aus Kostengründen abgespeckt. Dabei wurde auf die Scheibenisolierung verzichtet und innen eine klassische Sitzbankkonstruktion und Möbelanordnung verwendet. Eine Ausbauvariante vom normalen Multivan zum Dehler 2+2 wurde zwar angeboten, war aber mit 14.991,00 DM so teuer, dass die Stückzahl relativ gering war. 
Mit Einführung des VW Typ 7 T4 (Ende 1991/Anfang 1992) wurde der Name Profi wieder übernommen. Der deutlichste Unterschied beim T4 lag im Nutzungs- bzw. Innenraumkonzept.
Die T4-Baureihe: Profi, Profi GL, Maxivan und Maxivan GL sprachen eher den Vielfahrer mit wenigen bzw. kurzen Übernachtungen an – also ein Büro- und Konferenzfahrzeug für bis zu sechs Personen.
Die T4-Optima-Baureihe 4.7, 5.1 + 5.4 war für viele Übernachtungen ausgelegt. Es war ein Freizeit- und Urlaubsfahrzeug für bis zu vier Personen mit entsprechender Wohneignung durch vier voneinander unabhängige Bereiche: Fahrerhaus, Wohnbereich (Sitzen/Schlafen) Arbeitsbereich (Kochen) und Sanitärbereich. Die Zahlenkombinationen deuten dabei die Fahrzeuglänge an. 4,7 m = Kurzer Radstand, 5,1 m = langer Radstand und 5,4 m = langer Radstand mit Heckverlängerung. 
Mitte der 1990er Jahre geriet das Unternehmen in wirtschaftliche Schwierigkeiten. 1995 verließ Willi Dehler das Unternehmen. 
Ab 1996 wurde mit der „Großen Produktaufwertung“ (T4 GP) bei VW dann der Optima 5.1 eingestellt und aus dem Maxivan wieder der Profi.
In den späten 90er Jahren wurde auf Basis VW LT der Ambiente entwickelt. Mit der Entwicklung und Vermarktung dieses Models ging der Konkurs am 7. September 1998 einher. Der Bereich Dehler-Reisenmobile wurde in der Folge aufgelöst.   
Die Dehler Yachtbau GmbH beantragte 1998 Konkurs für die Bereiche Yachten und Reisemobile. Der Dehler Yachtbau existiert allerdings noch heute.
Willi Dehler verstarb 70-jährig im Jahre 1999.